# سفين اولسون
سفين اولسون (بالسويدية: Sven Olsson)‏ (3 أكتوبر 1889 بغوتنبرغ في السويد - 19 مايو 1919 بغوتنبرغ في السويد) هو لاعب كرة قدم سويدي في مركز الوسط، شارك في الألعاب الأولمبية الصيفية 1908. وشارك مع منتخب السويد لكرة القدم. أما مع النوادي، فقد لعب مع نادي أورغريته.

## وصلات خارجية
- سفين اولسون على موقع الاتحاد الدولي (مؤرشف)  (الإنجليزية)
- سفين اولسون على موقع اتحاد السويد (السويدية)
- سفين اولسون على موقع قاعدة بيانات كرة القدم.إي يو (الإنجليزية)
- سفين اولسون على موقع ناشيونال فوتبول تيمز (الإنجليزية)
- سفين اولسون على موقع عالم كرة القدم.نت (الإنجليزية)
- سفين اولسون على موقع أوليمبيديا (الإنجليزية)
- سفين اولسون على موقع اللجنة الأولمبية السويدية (السويدية)